# 沈勝衣傳奇
《沈勝衣傳奇》為香港劇作家黃鷹最著名的一套系列武俠小說。全系列共二十多個故事。後來被改編成電視劇《沈勝衣》，晚期系列是因應電視劇受歡迎才誕生。

## 背景設定
在此系列首篇故事的《十三殺手》中，敘述少年得志的劍客沈勝衣，因為滿足其妻霍秋娥之物慾，遂化名「銀劍殺手」孫羽，投「斷金手」柳展禽門下。作為殺手之收入雖滿足了物質生活的豐富，但也因此漸漸和霍秋娥疏離，導致霍秋娥因寂寞而與柳展禽有染。
孫羽在暗殺「錦衣侯」香祖樓之後，已有足夠積蓄，決意結束殺手生涯。然而此時雇主柳展禽為情所困，央求孫羽最後再為他殺死沈勝衣。
自此沈勝衣終發覺霍秋娥與柳展禽的關係。在一切曝光後，霍秋娥遂自殺，柳展禽大怒，與沈勝衣大戰於竹林。沈勝衣被斷金手所困，遂用左手的短匕刺死柳展禽，柳展禽臨死前才明白，沈勝衣的左手強過右手。柳展禽原是「十三殺手」之一，十三殺手其他成員得知此事，欲置沈勝衣於死地，於是沈勝衣只好重出江湖。
此後的故事便描述沈勝衣重出江湖後遭遇及種種冒險，也逐漸顯現出其大俠形象。

## 登場人物

### 主要人物
在書中不同系列出現。
沈勝衣
約二十四五年紀，七尺長短身材，長髮披肩，喜穿白衣，擅使左手劍。十七歲始出道，與「一怒殺龍手」祖驚虹打成平手，名躁一時，其後又連勝江南五大高手金絲燕、柳眉兒、雪衣娘、滿天星及擁劍公子。
其名出於蘇軾之《次韻王鞏顏復同泛舟詩》，有個典故叫「沈郎清瘦不勝衣」，意思是指他這個人很瘦很瘦，彷彿連衣服穿在身上都沒辦法負荷的樣子。
步煙飛
「十三殺手」之柳展禽的表妹，雖也為「十三殺手」之一，但只掛名不沾血腥。父為以輕功聞名的「追風劍」步千里。
接下來的兩部故事《白蜘蛛》、《相思夫人》都有出現串場。
查四
天下三大名捕之一，為沈勝衣好友，曾聯手破案無數。其餘兩大名捕為應天府韋七和順天府沈三。
在《屠龍》一書中因公殉職。
白玉樓
書劍雙絕粉侯白玉樓，因其書劍雙絕而受到皇帝青睞，招為駙馬，但成為皇室中人後亦不改其江湖本色。為沈勝衣好友。有一女白冰。
無腸公子
無腸者，螃蟹也。此門中人劍術特別，能夠手足並用同使十劍。沈勝衣因誤會找上無腸門，因無腸君敗戰自殺結下樑子，惹上無腸公子這個難搞的宿敵。沈勝衣與無腸公子的最終對決，收錄在《無腸公子》書中。

### 銀劍恨
柳展禽
「十三殺手」之一。
霍秋娥
沈勝衣髮妻。

### 十三殺手
高歡
金絲燕
柳眉兒
雪衣娘
滿天星
擁劍公子
風林
張鳳
曹金虎
放天龍

### 白蜘蛛
蕭放
應天府巡按。
蕭玲
紅衣少女，蕭放之妹。
辛奇
擁有長勝鏢局。
韋七
人稱天下第一捕頭，善於用劍。
唐彪
暗器高手，以暗器揚名。
傅威
七王爺府的的隨身侍衛，又矮又胖。
汪亮
七王爺府的總管，傅威的舅舅。

### 相思夫人
費無忌
職業殺手，十五歲就已仗劍為生，十八歲就已名動江湖，以狠辣見稱。
七王爺
蕭玲未成親丈夫。
常護花
有情山莊主人，多情劍客，江湖傳言常護花「常護花」，事實卻只愛劍和劍術，視劍為第二生命。妻子為相思夫人。
相思夫人
相思小築主人，善於用藥，常護花妻子。因常護花痴迷劍術，冷落相思夫人，導致相思夫人離常護花而去。
金獅
相思夫人家僕，暗戀相思夫人。
莫愁

### 紅蝙蝠
尚伯文
大哥，為「紅蝙蝠」。
尚伯武
二哥。
尚雙雙
三妹。

### 屠龍
紅綾
白玉樓金龍堂主之女，後被白玉樓收為義女。

## 章節
此系列依情節及時間順序可整理排列如下（有若干爭議尚待解決）：
| 序號 | 作品           | 大約時間                           | 備註                                 | 出版順序 | 初版發行   |
| ---- | -------------- | ---------------------------------- | ------------------------------------ | -------- | ---------- |
| １   | 《銀劍恨》     | 沈勝衣重出江湖當年的春天，二十四歲 |                                      | １       | 1974年秋季 |
| ２   | 《十三殺手》   | 同年夏天到初秋                     |                                      | １       | 1974年秋季 |
| ３   | 《白蜘蛛》     | 同年秋天，八月                     |                                      | １       | 1974年秋季 |
| ４   | 《相思夫人》   | 同年秋天，八月下旬到九月           |                                      | ９       | 1975年秋季 |
| ５   | 《畫眉鳥》     | 同年初冬                           |                                      | ４       | 1974年冬季 |
| ６   | 《鳳凰劫》     | 同年冬                             |                                      | ５       | 1975年夏季 |
| ７   | 《無腸公子》   | 同年深冬                           |                                      | １８     | 1979年秋季 |
| ８   | 《天刀》       | 同年冬末，十二月十九到廿一日       |                                      | １０     | 1975年秋季 |
| ９   | 《鬼簫》       | 同年殘冬，十二月下旬               | 另有一說在《無腸公子》與《天刀》之間 | ７       | 1975年秋季 |
| １０ | 《紅蝙蝠》     | 第二年春夏，二十五歲               | 只有港版，待考                       | ５       | 1975年夏季 |
| １１ | 《骷髏殺手》   | 第二年殘秋                         |                                      | １５     | 1977年冬季 |
| １２ | 《地獄刺客》   | 第二年十二月                       | 只有港版，待考                       | １７     | 1978年夏季 |
| １３ | 《追獵八百里》 | 第三年二月，二十六歲               |                                      | １４     | 1977年秋季 |
| １４ | 《七夜勾魂》   | 第三年三月                         |                                      | 待考     | 待考       |
| １５ | 《血蝙蝠》     | 第三年七月中旬                     |                                      | ２０     | 1981年夏季 |
| １６ | 《銀狼》       | 第三年秋                           |                                      | １１     | 1977年春季 |
| １７ | 《死亡鳥》     | 第三年秋                           | 緊接《銀狼》                         | １３     | 1977年春季 |
| １８ | 《玉蜻蜓》     | 第三年秋                           | 緊接《死亡鳥》                       | １２     | 1977年春季 |
| １９ | 《鬼血幽靈》   | 第三年九月                         | 亦作《碧血幽靈》                     | ８       | 1975年秋季 |
| ２０ | 《無雙譜》     | 第四年初春，二十七歲               | 亦作《大俠沈勝衣》、《沈勝衣》       | 待考     | 待考       |
| ２１ | 《屠龍》       | 第四年春夏                         | 待考                                 | ２４     | 1984年夏季 |
| ２２ | 《風雷引》     | 第五年春末夏初，二十八歲           |                                      | ２５     | 1984年夏季 |
| ２３ | 《魔刀》       | 第五年六月                         | 亦作《天魔刀》                       | １９     | 1980年秋季 |
| ２４ | 《風神七戒》   | 第五年初秋                         |                                      | ２３     | 1982年夏季 |
| ２５ | 《雷霆千里》   | 第六年春末夏初，二十九歲           |                                      | ２１     | 1982年春季 |
| ２６ | 《銷魂令》     | 第六年五月至年底                   | 待考                                 | ２２     | 1982年夏季 |

還有一部《鳳凰谷》及《黃金魔神像》待考。

## 改編作品

### 電視劇
- 1979，香港麗的，《沈勝衣》，由蕭若元策劃，麥當雄監製，編導為唐基明，武指則是程小東。共十六集，八個故事。分別為《銀劍恨》、《十三殺手》、《白蜘蛛》、《相思夫人》、《鬼蕭》、《地獄刺客》、《骷髏殺手》以及《無雙譜》。 
 徐少強飾沈勝衣，馬敏兒飾步煙飛，劉緯民飾柳展禽，潘志文飾方重生，江濤飾白玉樓。 
 主題曲由寶麗金唱片公司提供，于粦作曲，葉紹德作詞，張國榮主唱。

- 1984，台灣華視，《大俠沈勝衣》，張振寰飾沈勝衣，翟玉娘飾步煙飛，楊懷民飾柳展禽，龍隆飾白玉樓。

本劇共有17集，13單元，分別如下
- 第一單元   銀劍恨     （第1集）
- 第二單元   鐵膽十三鷹 （第2集）
- 第三單元   相思夫人   （第3集）
- 第四單元   無腸公子   （第4集）
- 第五單元   天刀       （第5集）
- 第六單元   畫眉鳥     （第6集）
- 第七單元   血蝙蝠     （第7集）
- 第八單元   紅梅盜     （第8~10集）
- 第九單元   玉蜻蜓     （第11集）
- 第十單元   風雷引     （第12~13集）
- 第十一單元 雷霆千里   （第14~15集）
- 第十二單元 鬼簫       （第16集）
- 第十三單元 骷髏殺手   （第17集，完結篇）

### 電影
- 1978，《玉蜻蜓》（Murder of Murders），香港天祥電影公司出品，午馬導演，張啟英監製。 
 羅烈飾玉蜻蜓，金剛飾查四，岳華飾賈雙絕，戚冠軍飾潘迎風。

- 1983，《大俠沈勝衣》（The Roving Swordsman），邵氏兄弟（香港）有限公司，楚原編導，邵逸夫監製。 
 狄龍飾沈勝衣，井莉飾步煙飛，關海山飾白玉樓。

### 廣播劇
香港電台戲劇組製作，在1978至82年間播出，沈勝衣系列改編共30多部，最初在早上「民間故事」的節目中播放，第一個沈勝衣廣播劇是「鬼簫」。現可考證二十三部，包括：
- 1978年
  - 《沈勝衣之鬼簫》
- 1979年
  - 《沈勝衣之十三殺手》（9集）
  - 《沈勝衣之無雙譜》（28集）
  - 《沈勝衣之風雷引》（17集）
  - 《沈勝衣之水晶人》（22集）
  - 《沈勝衣之無腸公子》（7集）
  - 《沈勝衣之血簫》（13集）
  - 《沈勝衣之無翼蝙蝠》
- 1980年
  - 《沈勝衣之天魔令》
  - 《沈勝衣之風雨揚州》
  - 《沈勝衣之天外三煞》（12集）
  - 《沈勝衣之雙龍會》（9集）
  - 《沈勝衣之死亡殺手》（8集）
  - 《沈勝衣之除暴安良》（5集）
  - 《沈勝衣之血祭》（12集）
  - 《沈勝衣之風雷震九州》（16集）
- 1981年
  - 《沈勝衣之魔刀》（19集）
  - 《沈勝衣之雁血飄香》
  - 《沈勝衣之銀劍恨》
- 不明
  - 《沈勝衣之死亡鳥》（8集）
  - 《沈勝衣之紅蝙蝠》（9集）
  - 《沈勝衣之天刀》（9集）
  - 《沈勝衣之追獵八百里》（8集）

製作
編導：何楚雲、曾永強
編劇：楊敏
主題曲《舊侶難忘》
作曲：顧嘉煇
填詞：黃霑
主唱：羅文
聲演
李學斌飾沈勝衣
朱曼子
陳炳球
熊良錫
姚秀鈴
劉安東

### 漫畫
天下出版社取得版權，由葉明發、梁偉家、徐敬文三人共同繪製，於2013年11月創刊。由於香港漫畫產業在此時步入衰退，因此天下採取8期完結的保守作法，將「銀劍恨」與「十三殺手」兩個章節演繹完結。